# Abatoleon deprivatus
Abatoleon deprivatus är en insektsart som beskrevs av Banks 1924. Abatoleon deprivatus ingår i släktet Abatoleon och familjen myrlejonsländor. Inga underarter finns listade i Catalogue of Life.